# São Sebastião dos Carros
São Sebastião dos Carros é uma povoação portuguesa do Município de Mértola que foi sede da extinta Freguesia de São Sebastião dos Carros, freguesia que tinha 72,24 km² de área e 220 habitantes (2011), e, por isso, uma densidade populacional de 3,0 hab/km².
A Freguesia de São Sebastião dos Carros foi extinta (agregada) pela reorganização administrativa de 2013, tendo o seu território sido agregrado ao das Freguesias de São Miguel do Pinheiro e de São Pedro de Solis para criar a Freguesia de São Miguel do Pinheiro, São Pedro de Solis e São Sebastião dos Carros.

## População
| População da freguesia de São Sebastião dos Carros (1864 – 2011) | População da freguesia de São Sebastião dos Carros (1864 – 2011) | População da freguesia de São Sebastião dos Carros (1864 – 2011) | População da freguesia de São Sebastião dos Carros (1864 – 2011) | População da freguesia de São Sebastião dos Carros (1864 – 2011) | População da freguesia de São Sebastião dos Carros (1864 – 2011) | População da freguesia de São Sebastião dos Carros (1864 – 2011) | População da freguesia de São Sebastião dos Carros (1864 – 2011) | População da freguesia de São Sebastião dos Carros (1864 – 2011) | População da freguesia de São Sebastião dos Carros (1864 – 2011) | População da freguesia de São Sebastião dos Carros (1864 – 2011) | População da freguesia de São Sebastião dos Carros (1864 – 2011) | População da freguesia de São Sebastião dos Carros (1864 – 2011) | População da freguesia de São Sebastião dos Carros (1864 – 2011) | População da freguesia de São Sebastião dos Carros (1864 – 2011) |
| ---------------------------------------------------------------- | ---------------------------------------------------------------- | ---------------------------------------------------------------- | ---------------------------------------------------------------- | ---------------------------------------------------------------- | ---------------------------------------------------------------- | ---------------------------------------------------------------- | ---------------------------------------------------------------- | ---------------------------------------------------------------- | ---------------------------------------------------------------- | ---------------------------------------------------------------- | ---------------------------------------------------------------- | ---------------------------------------------------------------- | ---------------------------------------------------------------- | ---------------------------------------------------------------- |
| 1864                                                             | 1878                                                             | 1890                                                             | 1900                                                             | 1911                                                             | 1920                                                             | 1930                                                             | 1940                                                             | 1950                                                             | 1960                                                             | 1970                                                             | 1981                                                             | 1991                                                             | 2001                                                             | 2011                                                             |
| 415                                                              | 401                                                              | 484                                                              | 522                                                              | 519                                                              | 495                                                              | 579                                                              | 1 007                                                            | 1 010                                                            | 870                                                              | 631                                                              | 466                                                              | 406                                                              | 300                                                              | 220                                                              |

No censo de 1864 figura com a designação de Carros. Pelo decreto lei nº 27.424, de 31/12/1936, foi extinta a freguesia de S. Bartolomeu de Via Glória e anexada a esta, como lugar.